# Do Me a Favor
Do Me a Favor (no Brasil: Ligados pelo Perigo) é um filme americano de 1997 dirigido por Sondra Locke.

## Sinopse
Moço tímido, às pronto para entrar na faculdade, embarca numa aventura com bonita mulher, que rouba uma BMW e várias lojas de conveniência pelo caminho. Sondra Locke foi esposa e atriz de Clint Eastwood antes de estrear como diretora com "Tentação Perigosa".
Mais experiente, ela realiza um curioso "road-movie" romântico, que tem um indisfarçável parentesco com "Totalmente Selvagem", embora seja menos glamouroso e mais intimista que o "cult" de Jonathan Demme. Rosanna Arquette ("Depois de Horas") mostra sua habitual competência para construir personagens ousadas e marginais.

## Elenco
- Rosanna Arquette... Alex Langley
- George Dzundza... Wallace Muller
- Devon Gummersall... Lincoln Muller
- Julie Ariola... Judy Muller
- Frances Fisher... Librarian
- Jason Hervey... Andy
- Craig Nigh... Bobby
- Duke Valenti... Biker
- Chad Lowe... Marty